# 奈良市立朱雀小学校
奈良市立朱雀小学校（ならしりつ すざくしょうがっこう）は、奈良県奈良市朱雀六丁目にある公立小学校。

## 校区
奈良市朱雀1～6丁目

## 教育目標
人間尊重の精神を基本として、家庭・地域・学校の連携を図りながら、
- 心豊かな子ども（徳）
- 自ら学ぶ子ども（知）
- たくましい子ども（体）

の育成を目指す。

## めざす学校像
- 楽しい学校
- 美しい学校
- 規律ある学校

## めざす子ども像
- 挑戦し、創造する子
- 学び、探究する子
- 体をきたえる子

## 学校輝きプラン
1年生から6年生までが協力して行う「縦割り活動」を実施。
また、自然と触れあえる「教育の森(ビオトープ)」「学校菜園」の整備。

## 沿革
- 1980年（昭和55年）1日 - 平城ニュータウン第3住区に奈良市立朱雀小学校として設立。
- 1980年（昭和55年）7日 - 奈良市立右京小学校より分割された児童の受入式。第1学期始業式。
- 1980年（昭和55年）8日 - 第1回入学式。
- 1980年（昭和55年）7月17日 - 校章制定。プール竣工。
- 1980年（昭和55年）9月24日 - 開校式。
- 1981年（昭和56年）4月28日 - 校歌発表会。
- 1981年（昭和56年）8月28日 - 北館普通教室8教室竣工。
- 1983年（昭和58年）3月22日 - 北館普通教室5教室、特別教室4教室竣工。
- 1984年（昭和59年）3月10日 - 体育館拡張工事竣工。
- 1985年（昭和60年）2月7日 - 奈良道徳教育研究指定校（文部省・奈良県・奈良市教育委員会）となる。
- 1986年（昭和61年）3月15日 - 増築校舎竣工。
- 1987年（昭和62年）10月9日 - コンビネーション遊具設置。
- 1988年（昭和63年）2月29日 - 運動場へのスロープ新設。
- 1988年（昭和63年）4月1日 - 奈良市立佐保台小学校新設にともない、一部児童移籍。
- 1989年（平成元年）3月24日 - コンビネーション遊具増設。
- 1990年（平成2年）3月9日 - 10周年記念観察池がPTAより寄贈される。
- 1991年（平成3年）7月23日 - あき缶圧縮機「かばちゃん」設置。
- 1993年（平成5年）4月1日 - 奈良市立左京小学校新設にともない、一部児童移籍。
- 1999年（平成11年） - 10周年記念碑が石の伏見より寄贈される。
- 1999年（平成11年）6月3日 - カモのひなを雨水管から救出。
- 2001年（平成13年） - ビオトープづくり開始。きらきら池完成。
- 2003年（平成15年） - 岡部校長（当時）がWebサイト開設。
- 2003年（平成15年） - ビオトープに循環式の川完成。
- 2006年（平成18年） - 中庭・どろんこ広場周辺を芝生化。
- 2008年（平成20年） - Webサイトリニューアル。

## 主な進学先
卒業後の児童は原則として奈良市立平城東中学校に進学する。

## 校区が隣接している学校
- 奈良市立左京小学校
- 奈良市立平城小学校
- 奈良市立ならやま小中学校
- （京都府）木津川市立相楽台小学校